# Tennistavolo ai XXI Giochi del Commonwealth
Le competizioni di tennistavolo ai XXI Giochi del Commonwealth si sono svolte dal 5 al 15 aprile 2018.

## Podi

### Maschile
| Evento             | Oro | Argento | Bronzo |
| Individuale        |     |         |        |
| Doppio             |     |         |        |
| TT6-10 Paralimpico |     |         |        |

### Femminile
| Evento             | Oro | Argento | Bronzo |
| Individuale        |     |         |        |
| Doppio             |     |         |        |
| TT6-10 Paralimpico |     |         |        |

### Misto
| Evento | Oro | Argento | Bronzo |
| Doppio |     |         |        |